# 看海的日子 (電影)
《看海的日子》是一部1983年上映的台灣電影，依據台灣作家黃春明所撰寫的同名小說改編而成。

## 劇情簡介
女主角白玫（陸小芬飾）從小被寄養在別人家中，白玫的養父把她賣到南方澳漁港的私娼寮當妓女，「十四歲就在中壢的窯子裡，墊著小凳子站在門內叫阿兵哥的日子」。後來養母家境好轉之後，為了己家聲譽及聘金希望白玫嫁人，但白玫不肯；養母罵她是「爛貨」，白玫反譏她說：「是的，我是爛貨，十四年前被你們出賣的爛貨。想想看：那時候你們家裡六口人的生活是怎麼過的？現在是怎麼過的？現在你們有房子住了，裕成畢業了、結婚了，裕福讀高中，阿惠嫁了。全家吃穿，那一項跟不上人家？要不是我這個爛貨，你們還有今天？」
一日，白玫在火車上遇到昔日的姊妹茵茵（蘇明明飾）。已卸下職業婦女身分的茵茵，遵照父權社會的殷殷盼望，嫁給了體貼的少校，並育有一子魯延。一家幸福的模樣，讓白玫突然也想當起母親來。後來白玫跟一位恩客——善良純樸的漁人阿榕（馬如風飾）——借種懷一子後，隨即離開該地。與阿榕不告而別後的白玫，獨自回到親生母親故鄉。
在白玫到達當地後，該村落隨即開放了公地放領使村民擁有土地，並建議村民控制地瓜銷售量來提高價格等等的好事，爾後當地村民都一致認為這些好事都是白玫帶來的好運。正月，白玫終於要生產了，生產並不順利，但最終醫生還是用夾子將嬰兒順利產出，是一名健康的男嬰。
日子一天天過，身邊依偎著一個孩子的白玫也思念起個性憨厚的阿榕。某日，她攜子搭乘火車經海岸線前往漁港，欲看看孩子的爸（阿榕）。搭車時，一位女士主動讓位給她們母子坐，讓此時的白玫感受到無比的溫暖。

## 人物角色
| 角色名稱 | 演員   | 備註                         |
| -------- | ------ | ---------------------------- |
| 白玫     | 陸小芬 | 本名陳冬枚，白玫是老鴇取的。 |
| 阿榕     | 馬如風 | 漁民，白玫的恩客，孩子的父親 |
| 茵茵     | 蘇明明 | 白玫在私娼寮時的好姐妹       |
|          | 林秀玲 | 少女白玫                     |
|          | 翁家明 | 茵茵恩客                     |
|          | 英英   | 白玫生母                     |
|          | 小戽斗 | 白玫大哥                     |
|          | 梅芳   | 白玫大嫂                     |
|          | 方龍   | 村人                         |
| 鴇母1    | 素珠   | 白玫稱「阿娘」               |
| 鴇母2    | 阿匹婆 |                              |

## 獎項
| - 第20屆金馬獎（西元1983年，民國72年） - 「最佳劇情片獎」 - 「最佳改編劇本獎」：黃春明 | - 第20屆金馬獎（西元1983年，民國72年） - 「最佳女主角獎」：陸小芬 - 「最佳女配角獎」：英英 |

## 逸事
陸小芬參加中天娛樂台的綜藝節目「康康嚇一跳」時，經由製作單位的特意安排之下，再度見到當年拍攝本片的嬰兒，讓她實現20年來的願望。

## 備註
1. ↑  香港電影票房 1984 〔華語電影〕，〈香港電影票房全紀錄〉
2. ↑  1983年台灣票房 的存檔，存档日期2007-11-26.，〈台灣電影資料庫〉
3. ↑  原著第150頁
4. ↑  陸小芬四年沒上過綜藝節目，康康力邀上中天娛樂台「康康嚇一跳」 的存檔，存档日期2007-08-15.，〈中天電視台〉

## 外部連結
- 開眼電影網上《看海的日子》的資料（繁體中文）
- 香港影庫上《看海的日子》的資料（繁體中文）
- 时光网上《看海的日子》的資料（简体中文）
- 豆瓣电影上《看海的日子》的資料 （简体中文）
- AllMovie上《看海的日子》的资料（英文）
- 互联网电影数据库（IMDb）上《看海的日子》的资料（英文）
- 看海的日子（A Flower in The Raining Night），〈台灣電影資料庫〉